# Cinara cupressi

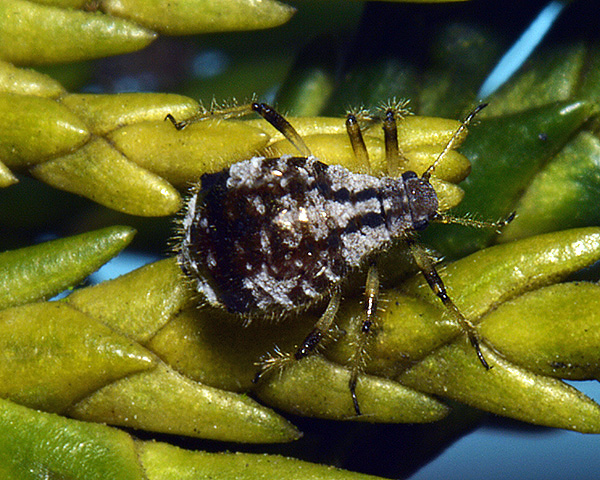

Cinara cupressi är en insektsart som först beskrevs av Buckton 1881. Enligt Catalogue of Life ingår Cinara cupressi i släktet Cinara och familjen långrörsbladlöss, men enligt Dyntaxa är tillhörigheten istället släktet Cinara och familjen barkbladlöss. Arten är reproducerande i Sverige. Inga underarter finns listade i Catalogue of Life.